# Aguada Fénix

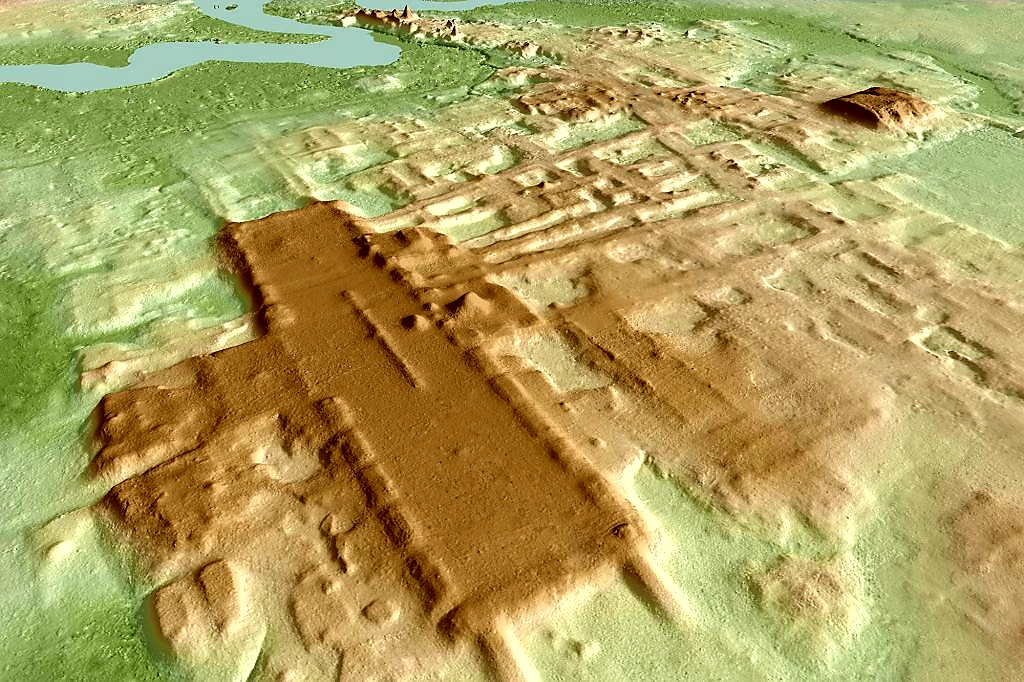
Strukturen in Aguada Fénix, die mit dem Lidar-Verfahren entdeckt wurden

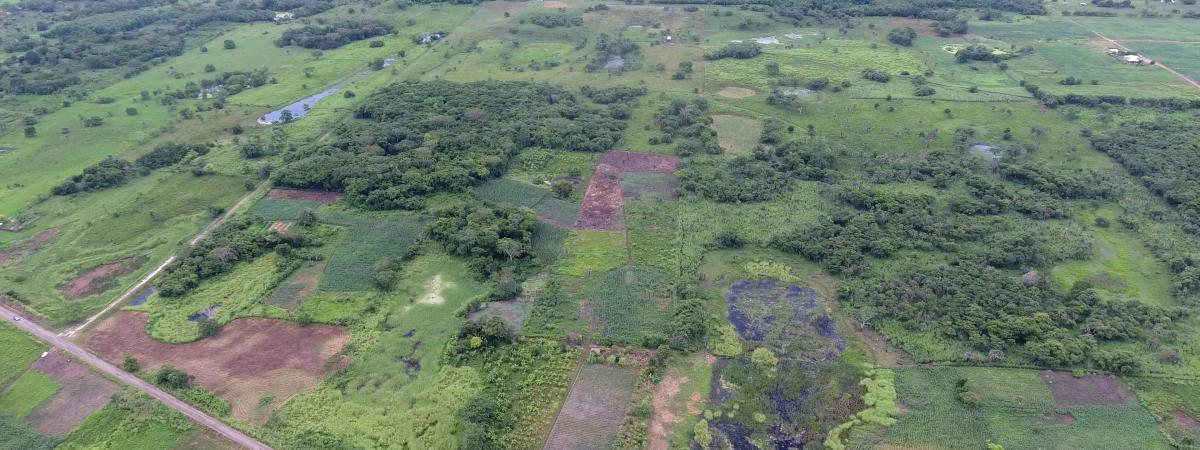
Aguada Fénix (Luftbild)

Aguada Fénix ist ein Kultkomplex einer Proto-Maya-Kultur im mexikanischen Bundesstaat Tabasco am Río San Pedro nahe der Grenze zum nördlichen Flachland Guatemalas. Aguada Fenix liegt in einem Gebiet mit zahlreichen weiteren Maya-Kultzentren, die bereits im Jahr 2017 von Archäologen um Takeshi Inomata von der University of Arizona mit dem Lidar-Verfahren entdeckt wurden.

## Geschichte
Der Kultkomplex wurde im Juni 2020 entdeckt und ist das älteste und größte bislang bekannte Proto-Maya-Bauwerk. Die ältesten Holzkohle-Funde sind mit der C-14-Methode datiert worden und stammen aus der Zeit um 1200 v. Chr., der Bau des Plateaus begann spätestens 1000 v. Chr. und dauerte rund 200 Jahre. Um 750 v. Chr. wurde die Stätte aufgegeben.

## Maße und Ausrichtung
Der Kultkomplex in Aguada Fénix ist ein künstlich angelegtes Plateau von ca. 1400 m Länge, 400 m Breite und 10 bis 15 m Höhe. Allein für die Hauptplattform wurden – ohne die Hilfe von Lasttieren – 3,2 bis 4,3 Millionen Kubikmeter Erde bewegt. Neun Wege mit einer Länge von bis zu 6,3 km führen aus allen Richtungen auf das Plateau zu, teilweise durch Rampen mit dem Plateau verbunden. Insgesamt 21 größere und kleinere, allesamt rechteckige Plateaus wurden entdeckt, alle mit Nord-Süd-Ausrichtung. Die Funde zeigen Ähnlichkeiten mit der Kultur der Olmeken, mit einer E-Gruppe auf dem Plateau: im Westen ein Hügel, im Osten eine längliche Plattform. An den Rändern befinden sich niedrigere Plattformen. In der Nähe der Plattformen wurden auch Wasserbecken und Erdhügel gefunden.

## Historische Einordnung
Nach Inomata sind es die ältesten bisher gefundenen Monumentalkonstruktionen einer Proto-Maya-Kultur und von der Größe her umfangreicher als die späteren Maya-Städte der Gegend (wie El Mirador). Die Plattformen sind nicht genau nach Osten ausgerichtet, was einer astronomischen Interpretation als Sonnenobservatorium entgegensteht. Funde von Keramik, Jade und Obsidian weisen auf eine Verbindung zu Guatemala hin; es wurden jedoch weder Schrift- noch Zahlglyphen gefunden. Auch fehlen Hinweise auf ausgeprägte soziale Ungleichheiten wie bei den späteren Maya, wie etwa Stelen oder Skulpturen von sozial höher stehenden Individuen. Man nimmt an, dass die Bautätigkeiten freiwillig erbracht wurden.

## Andere Fundstätten
Zuvor waren von Inomata bereits frühe Kultstätten in Form von ähnlichen Plateaus der Maya in Guatemala im Grenzgebiet zu Mexiko in Seibal entdeckt worden, deren Baubeginn auf ca. 950 v. Chr. datiert wurde und die ebenfalls Verbindungen zur älteren Kultur der Olmeken in San Lorenzo Tenochtitlan erkennen lassen. Deren Kultstätten liegen rund 400 km westlich und erlebten ihre Blüte im Zeitraum von ca. 1400 bis 1150 v. Chr. Die neuen Funde erhärten, dass die in der Forschung bis dahin vorherrschende Auffassung einer Entstehung der Maya-Kultur im späten 1. Jahrtausend v. Chr. überdacht und gegebenenfalls korrigiert werden muss.

## Bedeutung
Laut den Wissenschaftlern zeigt der Komplex unter anderem die Wichtigkeit von kollaborativer Gemeinschaftsarbeit – wie bei solchen frühen zeremoniellen Komplexen – in der initialen Entwicklung der Maya-Kultur auf.